# Karlstad BK
Der Karlstad BK ist ein schwedischer Fußballverein in Karlstad, Värmland. Die Fußballmannschaft des Klubs spielte bisher 33 Spielzeiten in der zweithöchsten Spielklasse Schwedens.

## Geschichte

### Zwischen zweiter und dritter Liga
Der Karlstad BK gründete sich am 19. Oktober 1923 als Zusammenlegung der Fußballabteilungen von Karlstads Idrottsklubb (KIK) und IF Göta. Bei der Einführung eines einheitlichen Ligasystems in Schweden kam die Mannschaft in die seinerzeit drittklassige Divisison 3 Nordvästra, aus der sie 1936 als Staffelsieger in die Division 2 Västra aufstieg. Im selben Jahr fusionierte der Klub mit dem verbliebenen Karlstads IK und trat fortan als Karlstads BIK an, was den Spitznamen „Kubik“ zur Folge hatte.
Nach zwei Jahren in der zweiten Liga stieg der Klub wieder ab. In der dritten Liga spielte er um den Wiederaufstieg. Dieser gelang 1941, die Mannschaft verpasste jedoch den Klassenerhalt. 1944 gelang die erneute Rückkehr, dieses Mal etablierte sich die Mannschaft in der zweiten Spielklasse. 1948 gelang hinter dem Örebro SK die Vizemeisterschaft, der Aufstieg in die Allsvenskan wurde bei gleichem Torverhältnis um einen Punkt verpasst. Vier Jahre später wurde die bis dato beste Platzierung in der Vereinsgeschichte wiederholt, dieses Mal betrug der Abstand auf den Staffelsieger AIK, der 15 der 18 Ligaspiele gewann, zwölf Punkte.
Dem Erfolg folgte der Absturz, der Klub stieg im Folgejahr als Tabellenvorletzter gemeinsam mit IF Viken aus Åmål in die drittklassige Divisison 3 Västra Svealand ab. Die Mannschaft konnte den Mitabstieger und Billingsfors IK distanzieren und stieg als Staffelsieger direkt wieder auf. Zunächst platzierte sie sich im Mittelfeld, ehe 1957 als Tabellenletzter erneut ein Ligenwechsel anstand. Wiederum gelang der direkte Wiederaufstieg, dem 1963 erneut ein einjähriges Intermezzo in der Drittklassigkeit folgte. Anschließend spielte der Verein sechs Jahre in der zweiten Liga.
1969 stieg der Klub erneut in die dritte Liga ab. Im selben Jahr fusionierte der Klub mit Karlstads FF und gab sich den heutigen Namen. Dem Abstieg folgte der sofortige Wiederaufstieg, nach dem jedoch die Klasse nicht gehalten werden konnte. Die Mannschaft etablierte sich im vorderen Bereich der Divisison 3 Västra Svealand. 1976 gelang der Staffelsieg, in den Aufstiegsspielen scheiterte die Mannschaft jedoch hinter Alvesta GoIF und Vasalunds IF. Nach zwei dritten Plätzen in den Folgejahren gelang 1979 der Sprung in die zweite Liga, als sie Motala AIF und Jonsereds IF in der Aufstiegsrunde hinter sich lassen konnte. Wiederum währte der Aufenthalt in der zweiten Liga nur drei Jahre, 1985 gelang jedoch die Rückkehr.

### Absturz in die unteren Ligen
1989 stieg Karlstad BK erneut aus der zweiten Liga ab. In der Spielzeit 1990 belegte die Mannschaft auch in der drittklassigen Division 2 Västra nur einen Abstiegsplatz und musste somit erstmals in der Vereinsgeschichte viertklassig antreten. Als Staffelsieger vor dem Lokalrivalen Norrstrands IF gelang die direkte Rückkehr in die dritte Liga. Hier hielt sie sich in den folgenden Jahren und spielte vor allem gegen den Abstieg. 1996 gelang mit dem vierten Platz bei neun Punkten Rückstand auf den Staffelsieger und Zweitligaaufsteiger Assyriska Föreningen ein Achtungserfolg. Nach einem fünften Platz in der folgenden Spielzeit belegte der Klub am Ende der Spielzeit 1998 erneut nur einen Abstiegsplatz. In der viertklassigen Division 3 Västra Svealand belegte er auch nur einen Abstiegsplatz und rutschte aufgrund einer Ligareform aufgrund der Einführung der Superettan in die Sechstklassigkeit ab.
In der sechstklassigen Division 4 Värmland verpasste Karlstad BK im ersten Jahr als Tabellendritter den Aufstieg in die fünfte Liga. In den folgenden Jahren spielte die Mannschaft gegen den Absturz in die siebte Liga, etablierte sich aber in den folgenden Jahren im mittleren Bereich der Liga. In der Spielzeit 2007 gewann die Mannschaft 17 ihrer 22 Saisonspiele und stieg als Staffelsieger in die Division 3 Västra Svealand auf, in der als Tabellenzweiter der direkte Durchmarsch in die Viertklassigkeit verpasst wurde.

## Trainer
- József Nagy (1957–1959)